# Nuculidae
Nuculidae – rodzina niedużych, kosmopolitycznych małży słonowodnych zaliczanych do rzędu Nuculoida z podgromady pierwoskrzelnych. Obejmuje ponad 1000 gatunków, w tym 150 żyjących współcześnie.
Systematyka rodzajów:
- Acila H. Adams & A. Adams, 1858
- Austronucula Powell, 1939
- Brevinucula Thiele, 1934
- Condylonucula D. R. Moore, 1977
- Ennucula Iredale, 1931
- Leionucula Quenstedt, 1930 †
- Linucula Marwick, 1931
- Neonucula Lan & Lee, 2001
- Nucula Lamarck, 1799
- Nuculoidea H. S. Williams & Breger, 1916 †
- Pronucula Hedley, 1902
- Rumptunucula Bergmans, 1978
- Sinonucula Xu, 1985
- Varinucula Maxwell, 1988

Muszle w zarysie trójkątne, na zewnątrz gładkie lub żeberkowane, osiągają rozmiar do 50 mm. Małże z tej rodziny żyją zagrzebane w osadach dennych. Żywią się detrytusem.
Rodzajem typowym rodziny jest Nucula.